# Watch Out for This (Bumaye)
Watch Out for This (Bumaye) è un singolo del gruppo musicale Major Lazer, guidato da Diplo, con i featuring del cantante Busy Signal e dei produttori The Flexican e FS Green. Il brano è stato pubblicato nel 2013 ed estratto dall'album Free the Universe. 
La canzone è una versione del brano Bumaye (2011) di The Flexican & FS Green. Contiene un sample di María Lionza (1978) di Willie Colón e Rubén Blades.

## Tracce
- Watch Out for This (Bumaye) (Remixes) - EP

1. Watch Out for This (Bumaye) (Chocolate Puma Remix) – 4:19
2. Watch Out for This (Bumaye) (Supa Dups and Black Chiney Remix) – 3:45
3. Watch Out for This (Bumaye) (Hunter Siegel Remix) – 4:28
4. Watch Out for This (Bumaye) (YONNY CA$H Remix) – 3:23
5. Watch Out for This (Bumaye) (Ape Drums and 2Deep Remix) – 4:49
6. Shell It Down (featuring T.O.K.) – 4:31
7. Desorden (featuring Los Rakas) – 4:48
8. This One Is for You (featuring Shurwayne Winchester) – 4:23

## Classifiche
| Classifica (2013) | Posizione massima |
| ----------------- | ----------------- |
| Lussemburgo       | 9                 |